# 마쓰가에촌 (후쿠시마현)
마쓰가에촌(松ヶ江村)은 후쿠시마현 동부 소마군에 속했던 촌이다. 현재의 소마시 북동부 우타강 하구 우안, 태평양과 마쓰카와우라에 접했던 조반선 소마역의 북동쪽 일대에 해당한다.

## 역사
- 1889년 4월 1일 - 정촌제 시행에 의해 고이즈미촌, 기타코이즈미촌, 니이누마촌, 하라가마촌, 오하마촌, 와다촌, 혼쇼촌, 기타이부치촌이 합병해 우타군 마쓰가에촌이 성립하였다.
- 1896년 4월 1일 - 쇼조쿠군이 소마군으로 변경하였다.
- 1929년 5월 3일 - 나카무라 정에 편입해, 동일 마쓰가에촌이 폐지되었다.

## 교통

### 철도
철도성 조반선이 마을을 통과하지만 역은 존재하지 않았다. 나카무라 역(현 소마역)이 가까이에 위치한다.

### 도로
- 국도 6호선